# أوسكار فيرا
أوسكار فيرا (بالإسبانية: Oscar Vera)‏ (10 مارس 1986 بليون في المكسيك - ) هو لاعب كرة قدم مكسيكي في مركز الدفاع. لعب مع أتلانتي إف سي ونادي أطلس ونادي جامعة غوادالاخارا وAlacranes de Durango ‏ ونادي ماردة ‏.

## وصلات خارجية
- أوسكار فيرا على موقع قاعدة بيانات كرة القدم.إي يو (الإنجليزية)
- أوسكار فيرا على موقع Soccerway.com (الإنجليزية)
- أوسكار فيرا على موقع بيلاتور (الإنجليزية)
- أوسكار فيرا على موقع AS.com (الإسبانية)